# Robert Lacoste (arbitre)
Pour les articles homonymes, voir Robert Lacoste et Lacoste.
Robert Lacoste est un arbitre français de football des années 1960, affilié à Bordeaux. Il fut arbitre international .

## Carrière
Il a officié dans une compétition majeure :
- Coupe de France de football 1966-1967 (finale)